# Teruaki Kurobe
Teruaki Kurobe (Anan, Prefectura de Tokushima, Japó, 6 de març de 1978) és un exfutbolista japonès.

## Selecció japonesa
Teruaki Kurobe va disputar 4 partits amb la selecció japonesa.